# Domena kolizyjna

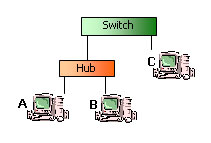
Stacje A i B są w tej samej domenie kolizyjnej

Domena kolizyjna – fragment sieci (segment sieci), w którym transmisja jest realizowana przez urządzenie w sposób wykluczający prowadzenie w tym samym czasie transmisji przez inne urządzenie. Granicę tej domeny stanowią porty urządzeń typu most, przełącznik lub router.
Wszystkie urządzenia podłączone do sieci w topologii magistrali lub do koncentratorów sieciowych (hubów) tworzą jedną domenę kolizyjną, czyli rywalizują ze sobą o dostęp do medium transmisyjnego i współdzielą jedno pasmo transmisyjne. W celu wykrywania kolizji podczas realizowania transmisji stosowane są różne protokoły ich detekcji, jak np. CSMA/CD w sieci Ethernet.